# チベタン・テリア

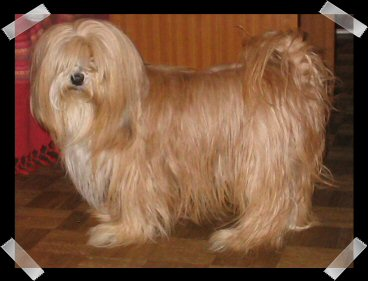
チベタン・テリア

チベタン・テリア（英：Tibetan Terrier）とは、チベット原産の牧羊犬種である。「テリア」の名を持つが、テリア犬種ではない。

## 歴史
紀元以前から存在していた古い犬種である。生い立ちは遊牧民が牧羊犬として使っていたものを寺院に寄贈したという説と、寺院で飼っていた神聖な犬を遊牧民に寄贈したという説が伝わっているが、どちらの説が正しいかはよく分かっていない（後述の説が支持される傾向にある）。
遊牧民には主に家畜の羊やヤクを移動させる牧畜犬として使われていた。コートの長さの割には身軽に動き、時にはヤクの背中に上って遠方を見渡すことも行った。このように牧畜犬として働く他、家の見張りをする番犬、狩猟を行う猟犬としても使われていた。又、夏季にはコートを刈り取ってヤクの毛と混ぜ、衣服の原料としても使われている。
寺院では神の使いとして大切に愛玩されてきた。これが逃げてしまうと幸せも逃げてしまうといわれていて、厳重に管理されていた。本種を他者に寄贈することは幸せを分け与えることを意味しているため、遊牧民に幸せを分け与えるために僧侶が彼らに寄贈したのではないかとも考えられている。
両所で大切に飼育されてきた本種ではあったが、かつて中国政府の命令により多くが殺され、絶滅の危機に陥った。幸い寺院や遊牧民は本種を政府の役員に見つからないように隠して飼っていた他、国外に数頭輸出されていたため生き残ることが出来た。
現在はチベット外でもペットやショードッグとして飼育されている。日本でもあまり数は多くないがブリーディングが行われていて、毎年国内登録がある。2009年度の国内登録頭数順位は136位中91位であった。
チベットではドーキ・アプソ（Dhokhi Apso）と呼ばれる。

## 特徴
全身を直毛、またはややウエーブがかったシャギーコート（むく毛）に覆われた犬種である。手足やマズルは長めで、耳は垂れ耳、尾は巻き尾。耳と尾には飾り毛がある。毛色はチョコレート以外のブラック,ホワイト,ゴールド,ブルー,スチールなどの単色や混色。体高36〜41cm、体重8〜13.5kgの中型犬で、性格は温和で陽気、好奇心が強いが、警戒心も強くやや頑固な面もある。状況判断力は富むが、しつけはやや入りにくい。運動量はやや多めで、身体能力が高い。かかりやすい病気は汎進行性網膜萎縮症,白内障,緑内障,糖尿病,前庭疾患,股関節形成不全など。